# Beclina-1
La Beclina-1 és una proteïna d'autofàgia en mamífers implicada en la neurodegeneració, el desenvolupament, la supressió de tumors i la mort cel·lular. Pot formar complexos amb altres proteïnes com Vps34.
L'autofàgia és un procés la realització del qual es basa en una gran xarxa de molècules que cooperen per mantenir l'homeòstasi cel·lular a causa de la seva funció de recanvi de proteïnes i orgànuls, podent així degradar-los si són anormals o danyats, ajudar a combatre infeccions i també aportar energía en èpoques de dejuni o exercici. L'autofàgia induïda sota desafiaments ambientals com la hipòxia o la fam (estrès cel·lular) també és una resposta adaptativa que ajuda les cèl·lules a sobreviure aquestes condicions mitjançant l'ús de productes de degradació en un ampli nombre de vies metabòliques, arribant fins i tot a ser protectora d'apoptosi.
L'autofàgia també exerceix un paper al càncer, encara que la seva funció exacta en cada tipus diferent de càncer encara no és clara, ja que no està totalment confirmat si l'autofàgia exerceix un paper protector (mitjançant la neteja d'orgànuls i agregats de proteïnes danyats o anormals i prevenint el dany de l'ADN) o un promotor (en alimentar els processos del tumor ja establert), el paper al càncer encara no s'ha caracteritzat completament.

## Descobriment
El primer ortòleg de BECN1 descobert va ser el llevat ATG6/VPS30, identificat en dues anàlisis separades de productes genètics que podrien regular l'autofàgia i la via de classificació de proteïnes vacúols del llevat. La contrapart en mamífers, BECN1, va ser descoberta posteriorment.
Es va realitzar una prova de detecció de proteïnes que interactuen amb la proteïna antiapoptòtica del limfoma de cèl·lules B 2 (BCL-2). L'anàlisi genètica va revelar que BECN1 és un candidat a supressor de tumors, amb eliminació monoal·lèlica en 40-75% dels càncers de mama i ovari esporàdics.
Més tard gràcies a estudis amb pèrdua i guany de funció en diferents cèl·lules i organismes va confirmar que BECN1 és un supressor de tumors haploinsuficient, però també va demostrar que BECN1 és rellevant en diversos entorns fisiològics, com són el desenvolupament d'embrions murins, el desenvolupament dauer, la immunitat i la salut neuronal i cardíaca. A més d'aquestes funcions fisiològiques atribuïdes a l'autofàgia, també s'ha pogut demostrar que BECN1 regula el trànsit endocític i la fagocitosi associada a LC3 (LAP) i és essencial a Drosophila per al desenvolupament de les ales, la sang, la secreció salival, la funció intestinal del cuc i l'embrió, desenvolupament i salut neuronal murina, desenvolupament de la pell i funció de la barrera intestinal

## Estructura
La Beclina-1 és una proteïna de 450 aminoàcids i té un pes molecular d'aproximadament 60 kDa. En la seva estructura es poden distingir fins a 5 dominis ben diferenciats.

#### Domini BH3 (BCL-2 homology 3)
Es troba en l'extrem N-terminal i va de l'aminoàcid 105 (aspartat) al 130 (treonina). Aquest pot ser fosforilat en diversos punts per varies quinases. Un exemple serien les quinases DAPK1/2 que poden fosforilar en T119 induint l'autofàgia. A través d'aquest domini pot interactuar amb les proteïnes de la família Bcl-2.

###### Domini FHD (Flexible Helix Domain)
Aquest domini que adopta una conformació d'hèlix es troba entre l'aminoàcid T141 i el Q171. No es troba gaire descrit tot i que es coneix que és essencial davant d'una autofàgia induïda per la falta d'aliment per a les cèl·lules.

###### Domini ‘coiled coil’ (CCD)
Aquest està comprès entre l'aminoàcid 175 i 264, aspartat i leucina respectivament. Mitjançant aquest domini, interactuarà  i s'unirà  a altres proteïnes, com ara UVRAG i ATG14, per formar els complexos PI3K class III i també amb el qual es podrà dimeritzar amb una altra beclina-1.

###### Domini BARA (β-α autophagy-related)
S'inicia en l'aminoàcid 265 i acaba en l'extrem c-terminal de la proteïna. La seva conformació és de 3 làmines beta i hèlix alfa. És el domini responsable de la unió amb les membranes cel·lulars durant l'autofàgia i de la unió amb un regulador d'aquest procés (RUBICON). També per on s'unirà la quinasa VPS34 durant la formació dels complexos PI3K class III.

###### Domini ECD (Evolutionary Conserved Domain)
Aquest se superposa amb els dominis CCD i BARA ja que va des del residu K248 fins al S337. Degut al gran nombre d'aminoàcids amb els que coincideix aquest domini amb el BARA, les funcions d'aquests també s'encavallen.

## Regulació
La Beclina 1 es troba inhibida, principalment, per dues proteïnes:
- Bcl-2 aquestes proteïnes “segresten” la Beclina-1, impedint que aquesta es localitzi al Reticle Endoplasmàtic (RE) i pugui dur a terme la seva funció.
- AMBRA: lliga la Beclina-1 al citoesquelet, impedint que aquesta vagi al RE.

D’aquesta manera, moltes rutes d'inducció de l'autofàgia (i d'altres processos on participa la Beclina-1) consisteixen en inhibir aquestes interaccions i permetre que la Beclina 1 es transloqui al RE. Això ho poden aconseguir per diferents mecanismes:

### Mitjançant fosforilacions
Per exemple, s'han identificat mecanismes d'activació mitjançant fosforilacions en el domini N-terminal de la Beclina-1 (el que conté el domini BH3, alterant així la unió amb Bcl-2). Dos exemples d'activadors d'aquest tipus serien l'AMPK i la PGK1. La primera induiria l'autofagocitosi en condicions de deficiència de glucosa (i, per tant, d'energia en forma d'ATP), mentre que PGK1 actuaria en cas d'hipòxia i deficiència de glutamina.

### Mitjançant ubiquitinitzacions
Aquest procés consisteix en la unió de molècules d'ubiquitina en determinats residus específics de la proteïna. Malgrat el fet que la seva poliubiquitinització, igual que en el cas d'altres proteïnes, provoca la degradació de la Beclina-1 en el proteasoma, algunes ubiquitinitzacions específiques afavoreixen la seva estabilitat i alliberament de la Bcl-2, promovent l'autofàgia.

## Funcions

### Inducció de l'autofàgia
La Beclina-1 desenvolupa la seva funció principal d'inducció de l'autofàgia al formar part dels  complexes 1 i 2 de PI3K de Classe III. En tots dos la Beclina-1 coopera amb VPS15 i VPS34, i també amb ATG14 en el Complexe 1, i amb UVRAG en el Complexe 2. En tots dos casos, el principal efector és VPS34, que presenta activitat cinasa catalítica de lípids i podrà reclutar proteïnes efectores per a l'autofàgia i/o el tràfic de la membrana, les quals seran les encarregades de formar les vesícules implicades en aquests processos.

### Inducció de l'endocitosi
La Beclina 1 també participa en l'endocitosi mitjançant la formació d’endosomes primerencs, especialment en el Complexe 2 de PI3K Classe III generant PI3P, un dels principals components de les vesícules endosomals.

### Participació en l'apoptosi

#### Activitat pro-apoptòtica
- Per una banda, la pròpia interacció entre la Beclina 1 i les proteïnes Bcl-2 anti-apoptòtiques actuaria com a promotor de l'apoptosi, ja que aquesta unió impediria que les Bcl-2 bloquegessin les proteïnes pro-apoptòtiques Bax i Bak. No obstant, aquest efecte només s'ha descrit en casos on una fosforilació ha potenciat la unió entre Beclina 1 i Bcl-2.[6][13]
- També, la degradació de la Beclina 1 per part de les caspases apoptòtiques genera un fragment de l'extrem C-terminal de la proteïna que és capaç de transportar-se al mitocondri i alliberar proteïnes pro-apoptòtiques com el citocrom c, establint així un feedback positiu per a l'apoptosi.[6][13]

#### Activitat anti-apoptòtica
- Per altra banda, la pròpia autofàgia ha demostrat tenir un paper protector front a l'apoptosi en experiments on, al reduir l'expressió de la beclina 1 (i per tant de l'autofagocitosi) incrementa l'apoptosi. L'explicació d'aquest fet es troba en el paper de l'autofàgia i l'apoptosi en la resposta a l'estrès cel·lular. Quan la cèl·lula rep un estímul d'estrès, una de les primeres mesures que pren és la d'incrementar l'autofagocitosi, cosa que li permet degradar orgànuls o proteïnes que puguin estar fallant i causant l'estrès, i per altra banda obtenir energia per poder dur a terme els processos de reparació. En aquest sentit, aquesta primera resposta autofagocítica tindria com a objectiu la supervivència de la cèl·lula.[6][13]
- No obstant, si aquest estímul persisteix o s'intensifica, se sobrepassa el llindar on la resposta de la cèl·lula desisteix i passa a induir l'apoptosi. Així, podríem entendre l'autofagocitosi com la resposta de la cèl·lula per sobreviure i no haver de recórrer a l'apoptosi.[6][13]

## Paper a la malaltia

### Mutacions
Amb patologies, el paper de les mutacions de Beclina-1 continua sent bastant complex i no es comprèn del tot.
Es pensava que les mutacions al gen BECN1 contribueixen a la formació de tumors amb càncer de mama, ja que la seva funció normal és de supressió tumoral. Però, les anàlisis a gran escala del genoma del càncer van relevar que les mutacions absolutes són bastant rares en el càncer de mama.
S'ha identificat haploinsuficiencia del BECN1, en el qual la deleció d'un sol al·lel del gen BECN1 pot induir la tumorigènesi. A més, les delecions que abasten tant el BECN1 com el BRCA1 semblen més comunes, a causa de la seva proximitat en el cromosoma 17q21.

### Tumorigènesi
Amb relació a les vies d'activació de l'autofàgia, hi ha proteïnes que actuen com a reguladors de Beclina-1, tenint diverses conseqüències depenent del residu específic modificat.

#### EGFR
El receptor del factor de creixement epidèrmic (EGFR) pertany a la classe I dels receptors tirosina quinases ERBB. Té múltiples lligands, com el factor de creixement transformant α (TGFA), factor de creixement similar a EGF d'unió a heparina (HBEGF) i betacelulina (BTC).
En unir-se al seu lligand, EGFR interacciona amb altres oncogens (com els receptors HER), cosa que comporta l'autofosforilació i el reclutament addicional d'altres proteïnes associades per a la transducció de senyals intracel·lulars, activant la via Ras/MAPK, la via PI3K/Akt, i via STAT.
La senyalització d'EGFR es troba activada en càncers , que pot ser a causa de mutacions activadores, amplificacions o nivells elevats de proteïnes.
Sobretot, es va demostrar que EGFR és un modulador de l'autofàgia mitjançant la regulació de la fosforilació de tirosina de Beclina-1.
A l'inhibir l'EGFR, es veu que s'indueix l'autofàgia en múltiples línies cel·lulars canceroses, encara que no se sap el funcionament exacte del procés.
L'EGFR activat després de la unió del lligand promou la interacció Beclina-1-EGFR als endosomes i, per tant, una fosforilació més gran de Beclina-1 en els residus de tirosina 229, 233 i Y352. És per això que la fosforilació de tirosina per EGFR allibera la interacció de Beclina-1 amb "activadors" com UVRAG, VPS34, ATG14 o VPS15 i promou l'homodimerització de Beclina-1 i la unió a proteïnes inhibidores com Bcl-2 i Rubicon. Això produeix la inhibició de l'autofàgia. És important destacar que aquest procés és independent de l'activitat mTORC1.

#### AMPK
La AMPK fosforila Beclina-1 en S93, S96, i T388 en situacions de fam, activant el complex VPS34, i així induint l'autofàgia,però encara falta explorar el paper d'aquests esdeveniments en la tumorigènesi.

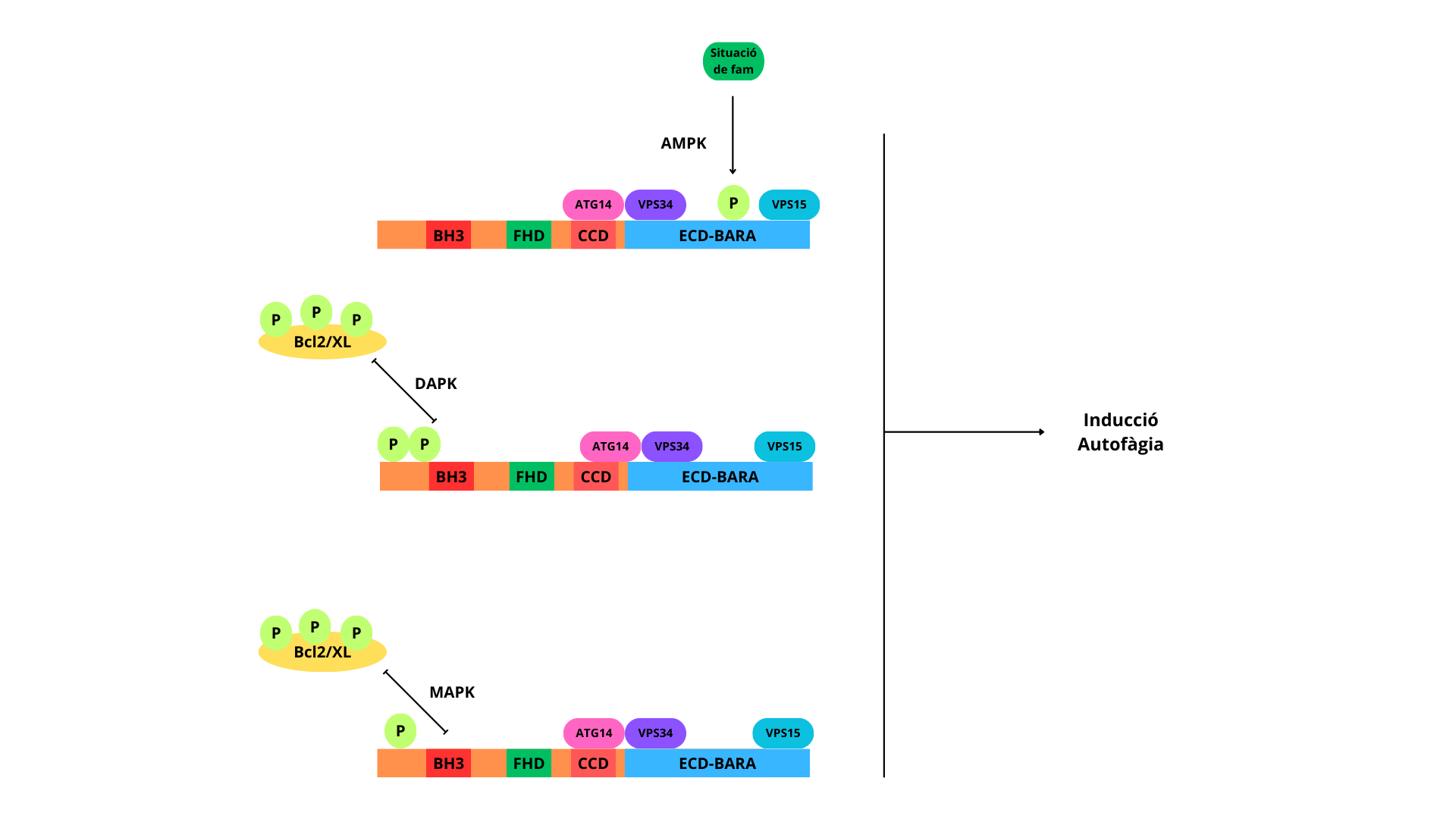
Canvis postraduccionals per AMPK, MAPK, i DAPK en Beclina-1, induint l'autofàgia

#### MAPK
En condicions d'estrès nutritiu, les MAPK (específicament els p38α) fosforilen la Beclina-1 a S90. El complex Bcl-2-XL-Beclina-1 impedeix l'accés de MK2/3 a Beclina-1,i en les mateixes condicions de fam, es desfà la unió, quan JNK1 fosforila Bcl-2, així alliberant Beclina-1, amb S90 lliure i accessible a la fosforilació. Aquest fet és essencial per a la funció supressora de tumors de Beclina-1

#### DAPK
Les DAPK tenen cinases de serina/treonina regulades per calci/calmodulina implicades en la regulació de la mort cel·lular apoptòtica i autofàgica.
Tenen tres membres (DAPK 1,2,3) molt homòlegs amb els seus dominis cinasa. Aquests tres membres actuen com a supressors de tumors. DAPK2 està regulada per AMPK, qui la fosforila a S289, activant la DAPK2, i en unir-se a Beclina-1, la fosforila a T119, interrompent així la unió de Bcl-2 i Bcl-XL, activant l'autofàgia. La seva importància d'aquestes modificacions in vivo o en càncer necessita més profunditat amb la seva investigació. També, la DAPK3 fosforila Beclina-1 a S90, com MAPK, que és contrarestat per la PP2A, però cal explorar la rellevància tumoral d'aquest esdeveniment.

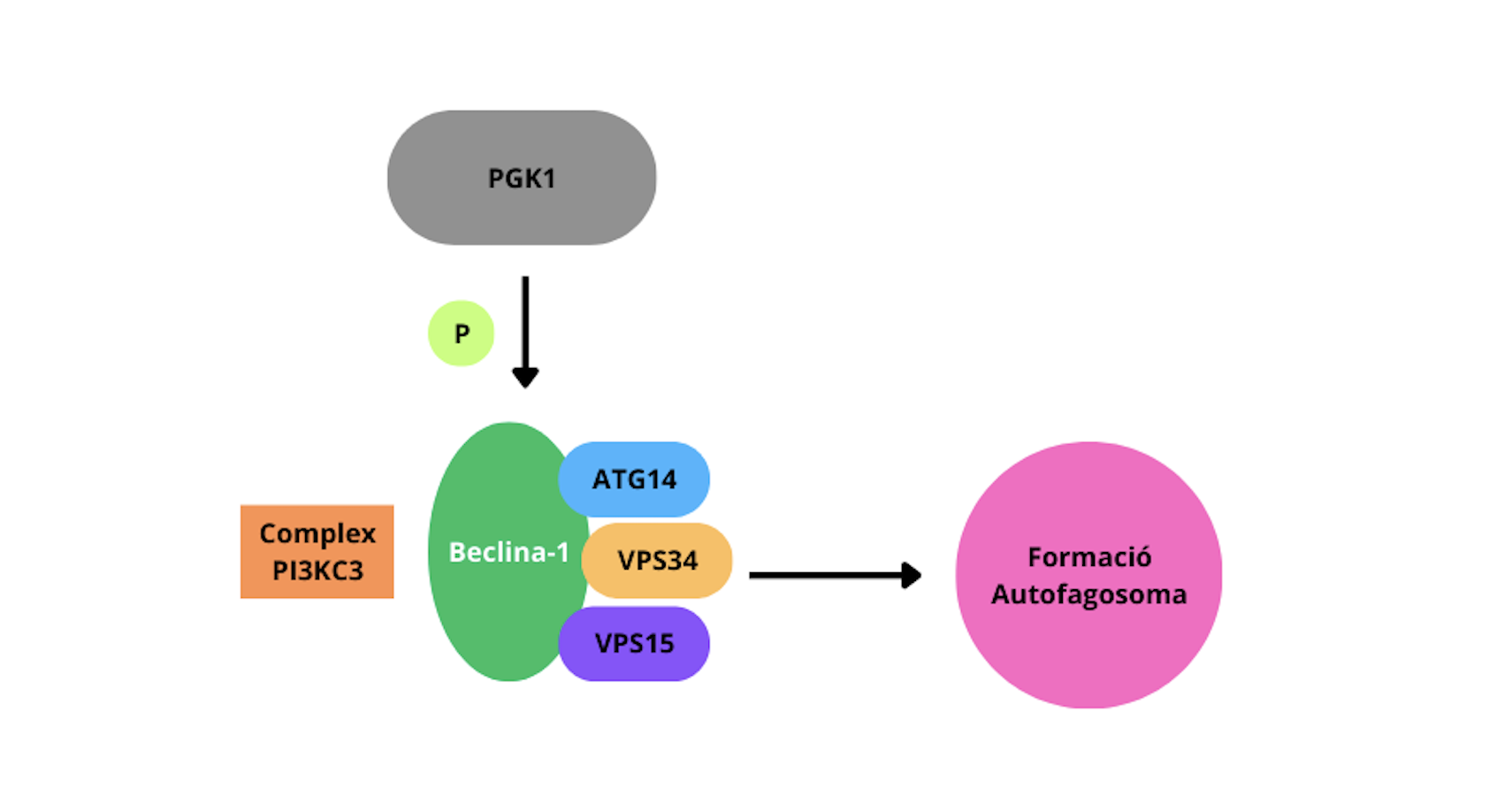
Els efectes de PGK1 en la Beclina-1

#### PGK1
En el cas de la PGK1, un enzim glicolític sobreexpressat en uns certs càncers, en fosforilar la Beclina-1 en S30, s'activa el complex PI3KC3 i així l'autofàgia. En una anàlisi de mostres de pacients de glioblastoma multiforme amb alts nivells de S30 de Beclina-1 fosforilada, s'ha mostrat una taxa de supervivència baixa a comparació de pacients amb baixos nivells de Beclina-1 fosforilada.

### Malalties neurodegeneratives

#### Malaltia d'Alzheimer
En la malaltia d'Alzheimer, la Beclina-1 ajuda eliminant dipòsits anormals de pèptids β-amiloides en cervells de pacients. En fer un knockout d'una mutació puntual F121A en BECN1 en ratolins, va haver-hi una reducció en la interacció de BECN1 amb BCL2, consecutivament activant l'autofàgia, i així reduint acumulacions de plaques amiloides en el cervell.

#### Esquizofrènia
Amb l'esquizofrènia, la regulació de l'autofàgia és essencial per a la supervivència neuronal. Mostres hipocampals post mortem de pacients presenten dèficits dendrítics en el còrtex i hipocamp, juntament amb una reducció de volum del 40% en el CA2 de l'hipocamp. Així, s'han vist nivells disminuïts de Beclina-1 en l'hipocamp de pacients, al costat d'una expressió augmentada de BCL2, causant una reducció d'autofàgia i un augment d'apoptosi.

## La Beclina-1 com a diana terapèutica
El paper central que té la beclina-1 en la regulació de l'autofàgia fa que aquesta sigui una bona diana terapèutica per tractar malalties en que l'autofàgia pot esdevenir un mecanisme de defensa.

### Càncer
Hi ha moltes teràpies anti-tumorals que afecten la via de l'apoptosi. El problema es troba en que molts tipus de càncer tenen aquesta via inhibida de manera que presenten resistència a aquestes teràpies. És per això que estan sortint noves teràpies que se centren en alterar la via de l'autofàgia com a alternativa per eliminar aquestes cèl·lules canceroses de l'organisme. La principal estratègia és alterar l'expressió i l'activitat de la beclina-1. Alguns d'aquests agents anti-tumorals són:
- Tamoxifèn: és un fàrmac anti-tumoral molt utilitzat en el tractament per al càncer de mama. S'ha vist que aquest pot provocar un augment de la síntesi de beclina-1 i, per tant, potenciar el procés d'autofàgia.
- ABT-737: és una molècula petita que també conté un domini BH3 de manera que pot interactuar amb la beclina-1 i evitar la unió d'aquesta amb les proteïnes de la família Bcl-2.
- EB1089: és un fàrmac quimioterapèutic anàleg a la vitamina D que s'ha observat que pot induir l'autofàgia a través de la beclina-1 en cèl·lules de càncer de mama (MCF-7).
- RAD001 o Everolimus: és un conegut inhibidor de mTORC1 i pot augmentar l'expressió de la beclina-1 per induir l'autofàgia en casos de leucèmia.

Tot i així, cal esmentar que el paper de l'autofàgia en càncer és ambigu ja que s'ha vist que a l'inici pot ser protector al promoure l'homeòstasi i degradar els orgànuls i proteïnes que no van bé, però sembla que després és positiva per mantenir la cèl·lula tumoral viva.

### Malaltia d'Alzheimer
S'ha comprovat en diversos estudis que, a mesura que la malaltia avança, l'activitat autofàgica disminueix. De manera que s'estan estudiant diverses molècules per tal de millorar el procés d'autofàgia i així poder alleujar la manifestació de la malaltia.
En un model amb ratolins s'ha demostrat que la reducció dels nivells de beclina 1 produeix un augment en l'acumulació i deposició de la proteïna beta amiloide i, en conseqüència, neurodegeneració.
Alguns dels fàrmacs que s'estan estudiant per augmentar els nivells de beclina-1 són:
- Trehalosa: s'ha demostrat tant en in vitro com en models de ratolins amb Alzheimer que pot induir l'autofàgia a través de la Via AMPK/mTORC1 o augmentant l'expressió de la beclina-1.[35] Aquesta indueix la degradació de la proteïna tau i redueix, la deposició i la toxicitat de la proteïna beta amiloide.
- Àcids grassos omega-3: tot i que hi ha algunes contradiccions entre diversos estudis, s'ha demostrat que poden induir l'autofàgia impedint la unió de la beclina-1 amb les proteïnes Bcl-2. Aquest tractament ha tingut un resultat beneficiós en diversos models preclínics d'Alzheimer.
- Espermidina: evita l'escissió de la beclina-1 per la caspasa 3 induint així l'autofàgia amb un efecte neuroprotector.